# سيلفيا هويكس
سيلفيا هويكس (بالهولندية: Sylvia Hoeks)‏ مواليد 1 يونيو 1983 في شمال برابنت، هولندا، هي ممثلة هولندية بدأت مسيرتها الفنية عام 2005.

## الأعمال

### أفلام
- أفضل عرض

## روابط خارجية
- سيلفيا هويكس على موقع IMDb (الإنجليزية)
- سيلفيا هويكس على موقع ميتاكريتيك (الإنجليزية)
- سيلفيا هويكس على موقع روتن توميتوز (الإنجليزية)
- سيلفيا هويكس على موقع قاعدة بيانات الأفلام العربية
- سيلفيا هويكس على موقع ألو سيني (الفرنسية)
- سيلفيا هويكس على موقع أول موفي (الإنجليزية)
- سيلفيا هويكس على موقع قاعدة بيانات الأفلام السويدية (السويدية)
- سيلفيا هويكس على موقع قاعدة بيانات الفيلم (الإنجليزية)
- سيلفيا هويكس على موقع ليتربوكسد (الإنجليزية)
- سيلفيا هويكس على موقع كينوبويسك (الروسية)